# Record du Maroc de natation dames du 1500 mètres nage libre
Cet article présente l'évolution du record du Maroc de natation dames du 1500 mètres nage libre.

## Bassin de 50 mètres
| Temps          | Athlète       | Naissance | Âge | Club         | Compétition                                  | Lieu       | Date            |
| -------------- | ------------- | --------- | --- | ------------ | -------------------------------------------- | ---------- | --------------- |
| 17 min 47 s 62 | Sara El Bekri | 1987      | 20  | RCA Natation | Championnats du Maroc (ct)                   | Casablanca | 22 juillet 2007 |
| 17 min 04 s 85 | Sara El Bekri | 1987      | 25  | RCA Natation | 26e meeting de Sarcelles - Val de France (s) | Sarcelles  | 17 février 2012 |

## Bassin de 25 mètres
| Temps          | Athlète          | Naissance | Âge | Club | Compétition              | Lieu    | Date             |
| -------------- | ---------------- | --------- | --- | ---- | ------------------------ | ------- | ---------------- |
| 18 min 04 s 39 | Imane Boulaamane | 1989      | 16  | CNJ  |                          | Tetouan | 9 avril 2005     |
| 17 min 37 s 88 | Rania El Abdi    | 1994      | 17  | USCM | Interclubs régionaux (s) | Kénitra | 27 novembre 2011 |